# Poziom wzbogacania

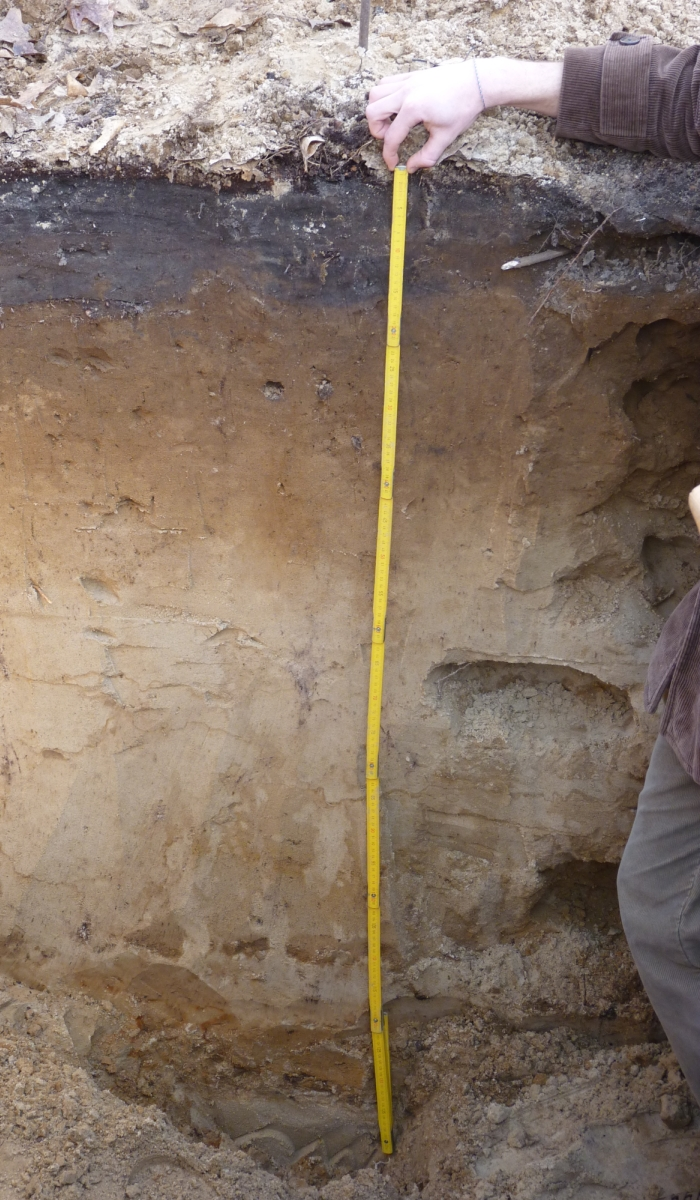
Brunatny poziom wzbogacenia w profilu glebowym

Poziom wzbogacania (B) – jeden z głównych poziomów genetycznych gleby wydzielanych przy opisie profilu glebowego oznaczany literą B. Występuje on pomiędzy poziomem organicznym (O), próchnicznym (A) albo eluwialnym (E), a poziomem glejowym (G), poziomem lub warstwą materiałów macierzystych (C) albo podłożem skalnym (R). Jest to poziom mineralny, na tyle przekształcony przez procesy glebotwórcze, że struktury skały macierzystej są słabo widoczne lub wcale się nie zaznaczają. 
Według systematyki gleb Polski (2011) musi być widoczna jedna lub kilka z poniższych cech: 
1. iluwialne nagromadzenie krzemianowej frakcji ilastej, żelaza, glinu lub humusu glebowego, w różnych kombinacjach;
2. wyraźne wymycie węglanów;
3. rezydualne nagromadzenie półtoratlenków;
4. obecność powłoczek półtoratlenków powodujących, że barwa ma mniejszą jasność, wyższe nasycenie lub czerwieńszy odcień niż poziomy sąsiadujące bez ewidentnej iluwiacji żelaza;
5. rozkład minerałów pierwotnych i tworzenie się krzemianowej frakcji ilastej, uwolnienie tlenków albo obu tych składników i formowanie się struktury foremnowielościennej lub pryzmatycznej, gdy zmienia się objętość gleby na skutek zmian jej uwilgotnienia;
6. rozkruszenie materiałów.

Do tak wydzielonego poziomu B można włączyć sąsiadujące warstwy wykazujące iluwialne, pedogeniczne nagromadzenie węglanów, a także warstwy pokruszone, mające również inne cechy przekształcenia (np. strukturę pryzmatyczną lub iluwialne nagromadzenie niewielkiej
ilości frakcji ilastej). 
Poziomem wzbogacania oznaczanym w opisie profilu glebowego symbolem „B” z odpowiednimi przyrostkami mogą być: 
- poziomy iluwialne: agric, spodic, rubic, orsztynowy,
- poziom brunatnienia: cambic, poziom rdzawienia: sideric[3].